# Lutz Kruschwitz
Lutz Kruschwitz (* 30. Januar 1943 in Berlin) ist ein deutscher emeritierter  Professor für Bank- und Finanzwirtschaft an der Freien Universität Berlin.

## Leben
Nach dem Abitur 1962, das Kruschwitz am Humanistischen Gymnasium zu Berlin-Steglitz ablegte, absolvierte er eine zweijährige Ausbildung zum Industriekaufmann bei der Siemens-Schuckertwerke AG in Berlin und Erlangen. Von 1964 bis 1968 studierte er Betriebswirtschaftslehre an der damaligen Wirtschafts- und Sozialwissenschaftlichen Fakultät der Freien Universität Berlin. 1970  wurde er zum Dr. rer. pol. mit einer Dissertation über Eigenfertigung und Fremdbezug promoviert. 1975 erfolgte eine (für damalige Verhältnisse eher ungewöhnliche, weil kumulative) Habilitation mit einer venia legendi für Betriebswirtschaftslehre.
Von 1971 bis 1975 war Kruschwitz Assistenzprofessor am Institut für Unternehmungsführung, Fachrichtung Unternehmungsrechnung, der Freien Universität Berlin. Von 1975 bis 1983 war er Professor für Allgemeine Betriebswirtschaftslehre an der Technischen Universität Berlin. Von 1983 bis 1985 vertrat Kruschwitz das Fach Investition und Finanzierung an der Technischen Universität Berlin. 1985 folgte er einem Ruf auf den Lehrstuhl für Betriebswirtschaftslehre, insbesondere Investition und Finanzierung, an der Universität Lüneburg. Seit 1991 war er Universitätsprofessor für Betriebswirtschaftslehre, insbesondere Bank- und Finanzwirtschaft, an der Freien Universität Berlin und wurde dort 2010 emeritiert.
Rufe an die Universitäten Kassel (1985), Wien (1990) und Potsdam (1993) lehnte Kruschwitz ab.
In den Jahren 2005 und 2006 war er stellvertretender Vorsitzender des Verbandes der Hochschullehrer für Betriebswirtschaft e.V.
Kruschwitz ist verheiratet und hat drei Kinder.

## Auszeichnungen
2003 bestellte ihn die Fakultät für Wirtschaftswissenschaften und Informatik der Universität Wien zum Honorarprofessor. 2006 verlieh ihm die Wirtschaftswissenschaftliche Fakultät der Eberhard Karls Universität Tübingen die Ehrendoktorwürde (Dr. rer. pol. h. c.). 2007 erhielt er zusammen mit Andreas Löffler den Lehrbuchpreis des Verbands der Hochschullehrer für Betriebswirtschaft für das Werk „Discounted Cash Flow“. 2013 wurde Kruschwitz zum Ehrenmitglied des Verbands der Hochschullehrer für Betriebswirtschaft ernannt.